# توماس پترسون
توماس پترسون (انگلیسی: Tomas Pettersson؛ زادهٔ ۱۵ مهٔ ۱۹۴۷) دوچرخه‌سوار اهل سوئد است.
وی در مسابقات کشوری و بین‌المللی در مجموع برندهٔ ۳ مدال طلا، ۱ مدال نقره شده‌است.